# NGC 3110
NGC 3110 في الفهرس العام الجديد، هي مجرة، تقع في كوكبة السدس. اكتشفت في 5 مارس 1785 بواسطة ويليام هيرشل.

## روابط خارجية
- NGC 3110 على موقع ويكي سكاي: DSS2, SDSS, GALEX, IRAS, Hydrogen α, X-Ray, Astrophoto, Sky Map, Articles and images